# Melanie Couzy
Melanie Couzy (Romorantin-Lanthenay, 19 febbraio 1990) è una tiratrice a volo francese.

## Palmarès
- Europei

Leobersdorf 2018: oro nel trap.